# Azerbejdżański Uniwersytet Techniczny
Azerbejdżański Uniwersytet Techniczny azer. Azərbaycan Texniki Universiteti – azerska uczelnia techniczna zlokalizowana w Baku. 

## Historia
Uczelnia została założona w 1950 roku jako Azerbejdżański Instytut Politechniczny, złożony z czterech wydziałów. W 1955 roku wszystkie, dotąd rozproszone, jednostki organizacyjne przeniosły się do nowego budynku. W 1975 z uczelni wydzielono Azerbejdżański Uniwersytet Architektury i Budownictwa oraz Instytut Technologiczny w Gandży. W 1991 roku, po uzyskaniu niepodległości przez Azerbejdżan, uczelnia zmieniła nazwę na Azerbejdżański Uniwersytet Techniczny.
W skład uczelni wchodzą następujące jednostki administracyjne:
- Wydział Ekonomii i Zarządzania
- Wydział Informatyki i Technologii Telekomunikacyjnych
- Wydział Budowy Maszyn i Robotyki
- Wydział Metalurgii i Nauk Materiałowych
- Wydział Energetyki, Elektroniki i Automatyki
- Wydział Wyposażenia i Technologii Specjalnych
- Wydział Transportu i Logistyki.